# Buse du Japon
Buteo japonicus
Espèce
Statut de conservation UICN

 LC  : Préoccupation mineure
Statut CITES
La Buse du Japon (Buteo japonicus), également appelée buse d'Orient, est une espèce d'oiseaux de la famille des Accipitridae. Elle était et est encore parfois considérée comme une sous-espèce de la buse variable (B. buteo).

## Répartition et sous-espèces
D'après la classification de référence (version 14.1, 2024) de l'Union internationale des ornithologues, la Buse du Japon possède 4 sous-espèces (ordre philogénique) : 
- Buteo japonicus burmanicus Hume, 1875 : centre/sud-est de la Sibérie, est de la Manchourie, Sakhaline ;		 ;
- Buteo japonicus japonicus Temminck & Schlegel, 1844 : Japon et Luçon ;
- Buteo japonicus toyoshimai Momiyama, 1927 : archipels d'Izu et d'Osagawara ;
- Buteo japonicus oshiroi Kuroda, Nh, 1971 : îles Daito.